# 26243 Sallyfenska
26243 Sallyfenska è un asteroide della fascia principale. Scoperto nel 1998, presenta un'orbita caratterizzata da un semiasse maggiore pari a 2,2727477 UA e da un'eccentricità di 0,1662732, inclinata di 4,13378° rispetto all'eclittica.